# Jacques Ellul
Jacques Ellul, född 6 januari 1912 i Bordeaux, död 19 maj 1994 i Bordeaux, var en fransk filosof, professor, sociolog, teolog och kristen anarkist. Han har skrivit flera inflytelserika böcker om vårt "teknologiska samhälle" och om sin syn på kristendom och anarkism.  John "Ted" Kaczynski mer känd som UNA bombaren tog inspiration från Ellul och hans texter och teser om hur den tekniska utvecklingens påverkan på oss som individer och samhället i stort.